# Шнайдер, Николаус
Николаус Шнайдер (нем. Nikolaus Schneider; род. 3 сентября 1947, Дуйсбург, ФРГ) — бывший предстоятель (нем. Präses) Евангелической Церкви Рейнской области; с 2010 по 2014 годы — председатель Совета Евангелической Церкви Германии.

## Биография
Шнайдер изучал теологию в Вуппертале, Гёттингене и Мюнстере. 14 ноября 1976 он был рукоположён в пасторский сан. В 2003 году он стал преемником Манфреда Кока в должности предстоятеля Евангелической церкви Рейнской области, а после отставки Маргот Кесман в феврале 2010 года был исполняющим обязанности президента Совета ЕЦГ.
9 ноября 2010 года официально стал президентом Совета ЕЦГ — крупнейшей церковной структуры в ФРГ. В 2013 году подал в отставку с поста президента Евангелической церкви Рейнланда, а июне 2014 года заявил о своей отставке с поста президента Совета ЕЦГ, а также выходе из членов Совета в связи необходимостью ухаживать за больной раком женой.

## Семья
- Жена — Анна Шнайдер, в браке с 1970 года, имеют троих дочерей (одна скончалась от лейкемии в 2005 году). Супруги написали о страданиях своей дочери книгу.